# Плюдвіни
Плюдвіни (пол. Pludwiny) — село в Польщі, у гміні Стрикув Зґерського повіту Лодзинського воєводства.
Населення — 112 осіб (2011).

## Демографія
Демографічна структура станом на 31 березня 2011 року:
|          | Загалом | Допрацездатний вік | Працездатний вік | Постпрацездатний вік |
| -------- | ------- | ------------------ | ---------------- | -------------------- |
| Чоловіки | 61      | 12                 | 39               | 10                   |
| Жінки    | 51      | 6                  | 29               | 16                   |
| Разом    | 112     | 18                 | 68               | 26                   |